# Canton de Bayonne-2
Le canton de Bayonne-2 est une circonscription électorale française du département des Pyrénées-Atlantiques.

## Histoire
Un nouveau découpage territorial des Pyrénées-Atlantiques entre en vigueur à l'occasion des élections départementales de 2015. Il est défini par le décret du 25 février 2014, en application des lois du 17 mai 2013 (loi organique 2013-402 et loi 2013-403). Les conseillers départementaux sont, à compter de ces élections, élus au scrutin majoritaire binominal mixte. Les électeurs de chaque canton élisent au Conseil départemental, nouvelle appellation du Conseil général, deux membres de sexe différent, qui se présentent en binôme de candidats. Les conseillers départementaux sont élus pour 6 ans au scrutin binominal majoritaire à deux tours, l'accès au second tour nécessitant 12,5 % des inscrits au 1er tour. En outre la totalité des conseillers départementaux est renouvelée. Ce nouveau mode de scrutin nécessite un redécoupage des cantons dont le nombre est divisé par deux avec arrondi à l'unité impaire supérieure si ce nombre n'est pas entier impair, assorti de conditions de seuils minimaux. Dans les Pyrénées-Atlantiques, le nombre de cantons passe ainsi de 52 à 27.
Le canton de Bayonne-2 est formé de la commune de Boucau, issue de l'ancien canton de Bayonne-Nord, et d'une fraction de la commune de Bayonne. Il est entièrement inclus dans l'arrondissement de Bayonne. Le bureau centralisateur est situé à Bayonne.

## Représentation
| Période élective | Période élective | Mandat | Mandat   | Identité                | Nuance | Nuance | Qualité |
| ---------------- | ---------------- | ------ | -------- | ----------------------- | ------ | ------ | --- |
| 2015             | 2021             | 2015   | 2021     | Christophe Martin       |        | PS     | Directeur d’un organisme social de l’Emploi, conseiller municipal de Boucau Ancien conseiller général du Canton de Bayonne-Nord (2004-2015)                                                 |
| 2015             | 2021             | 2015   | 2021     | Juliette Brocard Muller |        | PS     | Architecte, conseillère municipale de Bayonne |
| 2021             | 2028             | 2021   | en cours | Joseba Erremundeguy     |        | DIV    | Chargé de mission à l'Office public de la langue basque (OPLB) Conseiller municipal de Bayonne (2020 → ) Conseiller communautaire de la Communauté d'agglomération du Pays basque (2020 → ) |
| 2021             | 2028             | 2021   | en cours | Monia Evene-Matéo       |        | DIV    | Conseillère en économie sociale Adjointe au Maire de Boucau (2020 → ) |

### Résultats détaillés

#### Élections de mars 2015
À l'issue du 1er tour des élections départementales de 2015, deux binômes sont en ballottage : Christophe Martin et Juliette Muller (PS, 24,49 %) et Françoise Brau-Boirie et Christian Millet-Barbe (Union de la Droite, 22,62 %). Le taux de participation est de 45,7 % (7 214 votants sur 15 784 inscrits) contre 52,8 % au niveau départemental et 50,17 % au niveau national.
Au second tour, Christophe Martin et Juliette Muller (PS) sont élus avec 55,31 % des suffrages exprimés et un taux de participation de 44,36 % (3 384 voix pour 7 001 votants et 15 784 inscrits).

#### Élections de juin 2021
Le premier tour des élections départementales de 2021 est marqué par un très faible taux de participation (33,26 % au niveau national). Dans le canton de Bayonne-2, ce taux de participation est de 30,98 % (5 287 votants sur 17 068 inscrits) contre 38,82 % au niveau départemental. À l'issue de ce premier tour, deux binômes sont en ballottage : Joseba Erremundeguy et Monia Evene-Mateo (Divers, 28,82 %) et Juliette Brocard et Christophe Martin (Union à gauche, 23,34 %).
Le second tour des élections est marqué une nouvelle fois par une abstention massive équivalente au premier tour. Les taux de participation sont de 34,36 % au niveau national, 40,13 % dans le département et 32,21 % dans le canton de Bayonne-2. Joseba Erremundeguy et Monia Evene-Mateo (Divers) sont élus avec 50,89 % des suffrages exprimés (2 527 voix pour 5 497 votants et 17 067 inscrits),,.

## Composition
| Nom                             | Code Insee | Intercommunalité  | Superficie (km2) | Population (dernière pop. légale)                | Densité (hab./km2) | Modifier                                    |
| ------------------------------- | ---------- | ----------------- | ---------------- | ------------------------------------------------ | ------------------ | ------------------------------------------- |
| Bayonne (bureau centralisateur) | 64102      | CA du Pays Basque | 21,68            | Fraction : 20 203 (2022) Commune : 53 312 (2022) | 2 459              | modifier les données · modifier les données |
| Boucau                          | 64140      | CA du Pays Basque | 5,82             | 8 934 (2022)                                     | 1 535              | modifier les données · modifier les données |
| Canton de Bayonne-2             | 6405       |                   |                  | 29 137 (2022)                                    |                    | modifier les données                        |

Le canton de Bayonne-2 comprend :
1. une commune entière,
2. la partie de la commune de Bayonne située à l'intérieur du périmètre défini par l'axe des voies et limites suivantes : depuis la limite territoriale de la commune d'Anglet, cours de l'Adour, avenue Henri-Grenet, chemin de Saint-Bernard, quai de Lesseps, rue Sainte-Ursule, ligne de chemin de fer de Bordeaux à Irun, rue Maubec, à partir du numéro 81, cité Madim, ligne de chemin de fer de Bordeaux à Irun, boulevard Jean-d'Amou, chemin de Saint-Étienne, chemin de Hamboum, rue Albert-Thomas, rue René-Cuzacq, avenue du Maréchal-Juin, ligne de chemin de fer de Bordeaux à Irun, cours fluvial de l'Adour, jusqu'à la limite territoriale de la commune de Mouguerre.

## Démographie
En 2022, le canton comptait 29 137 habitants, en évolution de +6,22 % par rapport à 2016 (Pyrénées-Atlantiques : +3,78 %, France hors Mayotte : +2,11 %).
| 2013   | 2018   | 2022   |
| ------ | ------ | ------ |
| 25 446 | 27 795 | 29 137 |